# Chaparral Cars

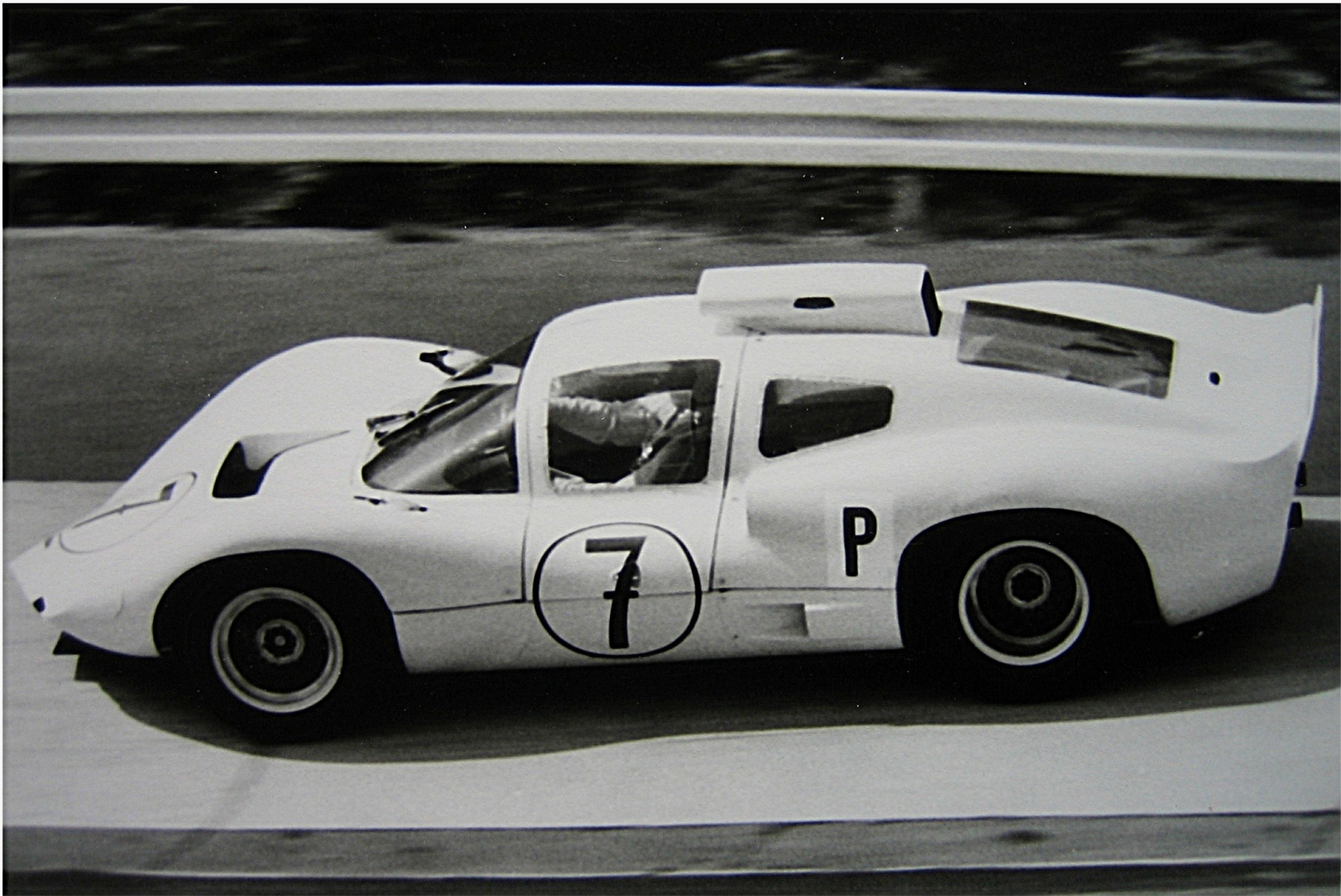
Joakim Bonnier, em 1966, pilotando o Chaparral 2D em Nürburgring

Chaparral Cars é uma fabricante de automóveis estadunidense que construiu carros de corrida da década de 1960 até a década de 1970. Fundada em 1962, por Hap Sharp e Jim Hall, donde vem o nome Chaparral (Sharp e Hall, chaparral é o nome de um pássaro comum no sudoeste dos Estados Unidos e norte do México, conhecido como papa-léguas) ela foi responsável por modelos excêntricos e notórios. A equipe de corrida, ao longo das décadas de 1960 e 1970, foi um grande sucesso nos circuitos americanos e europeus. Apesar de ter vencido as 500 Milhas de Indianápolis, em 1980, a equipe deixou o automobilismo em 1982. Ela foi a primeira a produzir carros com barragens de ar e spoilers. Seus carros tinham visual excêntrico e durante suas apresentações causavam espanto,tanto pela sua carroceria quanto pela velocidade que atingiam.
Um dos modelos que mais famosos da marca é o Chaparral 2J Race Car , que possui duas ventoinhas na sua traseira, o que o torna mais veloz e muito mais estável.O sistema do carro era o seguinte: Baseado em um aspirador de pó, o carro possuía uma fina camada de Leas, um material novo na época, que servia para não deixar o ar escapar de debaixo do carro, e as ventoinhas sugavam esse ar e os mandavam para fora, diminuindo a pressão em baixo do carro, o que cria uma força descendente sobre o carro. O carro também ficou conhecido como "Carro do Ventilador".
Seguindo o design de super corredores de WTTC,  como o  Toyota Minolta e o Bentley Speed 8, sua aerodinâmica é uma das melhoes, com o já citado sistema de lexan,  e seu motor de três marchas automáticas e seus poderosos 700 cavalos de força   quase imbatíveis. Seu corpo era criado originalmente por placas de plástico polido com materiais especiais, o que deixava o veículo mais leve.
Porém, não existia só o Chaparral 2J.
Outros modelos também ficaram marcados com certeza na história do automobilismo, por sua potência ou originalidade, por exemplo o  Chaparral 2F, o Chaparral 2H, o Chaparral 2G, o Chaparral 2D e o 2E.